# Лази-Дембовецькі
Лази-Дембовецькі (пол. Łazy Dębowieckie) — село в Польщі, у гміні Дембовець Ясельського повіту Підкарпатського воєводства.
Населення — 644 особи (2011).
У 1975-1998 роках село належало до Кросненського воєводства.

## Демографія
Демографічна структура станом на 31 березня 2011 року:
|          | Загалом | Допрацездатний вік | Працездатний вік | Постпрацездатний вік |
| -------- | ------- | ------------------ | ---------------- | -------------------- |
| Чоловіки | 317     | 57                 | 223              | 37                   |
| Жінки    | 327     | 53                 | 201              | 73                   |
| Разом    | 644     | 110                | 424              | 110                  |